# Vratišinec
Vratišinec (maďarsky Murasiklós) je vesnice a správní středisko stejnojmenné opčiny v Chorvatsku v Mezimuřské župě. Nachází se asi 5 km jihovýchodně od města Mursko Središće, 11 km severovýchodně od Čakovce a asi 112 km severovýchodně od Záhřebu. Podle údajů z roku 2021 žilo v celé opčině 1 673 obyvatel, z toho 1 155 v samotném Vratišinci a 518 v připadající vesnici Gornji Kraljevec. Počet obyvatel opčiny do roku 1991 stoupal, od té doby klesá.
Nachází se zde křižovatka župních silnic Ž2008 a Ž2010, protékají tudy potoky Brodec a Jalšovnica. Kromě hlavní části též náleží k Vratišinci osady Brodec a Novi Brodec. Nachází se zde kostel Povýšení svatého Kříže.

## Sousední vesnice
| Růžice kompasu | Mursko Središće | Peklenica   | Križovec         | Růžice kompasu |
| Růžice kompasu | Štrukovec       | Sever       |                  | Růžice kompasu |
| Růžice kompasu | Štrukovec       | Vratišinec  |                  | Růžice kompasu |
| Růžice kompasu | Štrukovec       | Jih         |                  | Růžice kompasu |
| Růžice kompasu | Žiškovec        | Krištanovec | Gornji Kraljevec | Růžice kompasu |